# Ringo au pistolet d'or
Pour plus de détails, voir Fiche technique et Distribution.
Ringo au pistolet d'or (Johnny Oro) est un film italien réalisé par Sergio Corbucci, sorti en 1966.

## Synopsis
Dans une petite ville, des Mexicains célèbrent un mariage dont la mariée n'est pas consentante ; un cavalier vêtu de noir et aux armes dorées, le chasseur de primes Johnny Oro, vient perturber la sortie de l'église. Dans le saloon de la même ville, un shérif, honnête père de famille, vient calmer un indien éméché.
Les deux hommes seront bientôt obligés de faire cause commune.

## Fiche technique
- Titre original : Johnny Oro
- Titre français : Ringo au pistolet d'or
- Réalisation : Sergio Corbucci, assisté de Ruggero Deodato
- Scénario : Adriano Bolzoni et Franco Rossetti
- Photographie : Riccardo Pallottini
- Musique : Carlo Savina
- Production : Joseph Fryd
- Pays d'origine : Italie
- Genre : western
- Date de sortie : 1966

## Distribution
- Mark Damon (VF : Bernard Woringer) : Johnny Oro / Ringo
- Valeria Fabrizi : Margie
- Franco De Rosa (VF : Marcel Lestan) : Juanito Perez
- Giulia Rubini (VF : Nelly Benedetti) : Jane Norton
- Loris Loddi : Stan Norton
- Andrea Aureli (VF : Jean Violette) : Gilmore
- Pippo Starnazza (VF : Jean Berton) : Matt
- Ettore Manni (VF : William Sabatier) : Shérif Bill Norton
- John Bartha (VF : Lucien Bryonne) : Bernard
- Silvana Bacci